# Овчинникова, Дарья Александровна
Дарья Александровна Овчинникова (род. 11 октября 1995 года) — российская горнолыжница.

## Карьера
Чемпионка России 2014 года в слаломе.
Студентка Сибирского федерального университета.
Победитель Универсиады — 2015 в испанской Гранаде.
Кандидат в Олимпийскую сборную России на Олимпиаду 2018 года.